# Romulo Barral
Romulo Barral (nascido em Minas Gerais em 3 de maio de 1982) é um competidor e treinador de jiu-jitsu brasileiro. Ele é faixa preta sob a orientação de Vinicius "Draculino" Magalhães e compete pela Gracie Barra, onde conquistou inúmeros campeonatos. Rômulo Barral é amplamente reconhecido como um dos principais lutadores de jiu-jitsu brasileiro na divisão meio-pesado (88 kg). Ele manteve seu status de faixa preta com medalhas consistentes nos principais torneios de jiu-jitsu do mundo. Em agosto de 2011, Barral fundou sua própria academia Gracie Barra em Northridge, Califórnia, consolidando-se como um treinador de destaque. Ele é pentacampeão mundial da IBJJF na faixa preta (2006, 2007, 2009, 2012, 2014), 3 vezes vice-campeão na divisão absoluto, campeão mundial sem quimono (2007) e campeão mundial de submission do ADCC em 2013.

## Início da vida
Romulo Barral nasceu em Diamantina, Minas Gerais, Brasil, e começou a treinar jiu-jitsu brasileiro na adolescência sob a orientação de Vinicius "Draculino" Magalhães em Belo Horizonte. Sua exposição inicial ao jiu-jitsu veio por meio da rede Gracie Barra, onde ele desenvolveu um estilo técnico e agressivo, especialmente conhecido por sua proficiência na guarda-aranha e nos triângulos. Barral progrediu rapidamente nas faixas, recebendo sua faixa preta em 2004 de Draculino, e rapidamente se estabeleceu como um competidor formidável na divisão meio-pesado.

## Carreira competitiva
A carreira competitiva de Barral é marcada por sua dominância nos Campeonatos Mundiais da IBJJF, onde conquistou títulos na faixa preta na divisão meio-pesado em 2006, 2007, 2009, 2012 e 2014. Sua campanha de 2007 foi particularmente notável, pois ele também venceu o Campeonato Mundial Sem Quimono no mesmo ano, demonstrando sua versatilidade em formatos com e sem quimono. Na divisão absoluto, Barral conquistou medalhas de prata nos Mundiais da IBJJF em 2007, 2009 e 2012, frequentemente enfrentando oponentes maiores com sua habilidade técnica. Seu maior feito veio em 2013, quando venceu o Campeonato Mundial de Submission do ADCC na divisão de 88 kg, derrotando grapplers notáveis com seu jogo de guarda característico.
Barral também é reconhecido por sua consistência em outros torneios importantes, incluindo múltiplas medalhas nos Campeonatos Pan-Americanos da IBJJF e nos Campeonatos Brasileiros (CBJJ). Seu estilo competitivo, caracterizado por uma guarda-aranha forte e uma abordagem voltada para finalizações, o tornou uma figura de destaque no jiu-jitsu.

## Carreira como treinador
Em agosto de 2011, Barral abriu a Gracie Barra Northridge na Califórnia, onde treinou uma nova geração de praticantes de jiu-jitsu. Sua academia tornou-se um centro para atletas competitivos, produzindo diversos campeões da IBJJF e regionais. A filosofia de treinamento de Barral enfatiza precisão técnica e resiliência mental, baseada em sua própria experiência competitiva. Ele orientou lutadores notáveis, incluindo alunos que conquistaram medalhas nos Campeonatos Mundiais da IBJJF e outros torneios importantes. Sua mudança para os Estados Unidos também permitiu que ele expandisse a presença da Gracie Barra internacionalmente, contribuindo para a reputação global da organização.

## Mixed martial arts record
| Cartel no MMA   |            |           |
| 2 lutas         | 2 vitórias | 0 derrota |
| Por nocaute     | 0          | 0         |
| Por finalização | 2          | 0         |
| Por decisão     | 0          | 0         |

| Res.    | Cartel | Oponente        | Método                | Evento               | Data                    | Round | Tempo | Local                      | Notas |
| ------- | ------ | --------------- | --------------------- | -------------------- | ----------------------- | ----- | ----- | -------------------------- | ----- |
| Vitória | 2–0    | Adrian Valdez   | Finalização Mata-leão | Rage In The Cage 122 | 28 de fevereiro de 2009 | 2     | 1:20  | Phoenix, AZ, United States |       |
| Vitória | 1–0    | Fabiano Fabiano | Finalização Mata-leão | Arena                | 9 de outubro de 2004    | 1     | n/a   | Belo Horizonte, Brazil     |       |